# Rafael Acosta (urugwajski piłkarz)
Alejandro Rafael Acosta Cabrera (ur. 2 października 1990 w Maldonado) – urugwajski piłkarz występujący na pozycji prawego pomocnika, od 2018 zawodnik czeskiej FK Jablonec.

## Kariera klubowa
Acosta pochodzi z miasta Maldonado i jest wychowankiem drużyny CA Ituzaingó z leżącej nieopodal miejscowości Punta del Este, występującej w półamatorskiej lidze lokalnej. W wieku dwudziestu jeden lat podpisał zawodowy kontrakt z drugoligowym klubem Deportivo Maldonado. Tam nie osiągnął większych sukcesów, lecz był wyróżniającym się graczem ekipy i już po roku przeniósł się do innego drugoligowca – mającego nieco wyższe aspiracje CA Atenas z siedzibą w San Carlos. Już w sezonie 2013/2014 w roli podstawowego zawodnika wywalczył z Atenas awans do najwyższej klasy rozgrywkowej. W urugwajskiej Primera División zadebiutował 16 sierpnia 2014 w przegranym 1:3 spotkaniu z River Plate, natomiast premierowego gola strzelił 5 października tego samego roku w wygranej 3:0 konfrontacji z Fénixem. Na koniec rozgrywek 2014/2015 spadł jednak z Atenas z powrotem do drugiej ligi.
W lipcu 2015 – bezpośrednio po spadku Atenas – Acosta wyjechał do Europy, przechodząc do czeskiego Bohemians 1905. W I lidze czeskiej zadebiutował 2 sierpnia 2015 w zremisowanym 2:2 meczu z Jabloncem, w którym zdobył również pierwszą bramkę w nowej drużynie. Barwy klubu z Pragi reprezentował przez rok, mając pewne miejsce w składzie i zajął dziewiąte miejsce w rozgrywkach. Zaraz potem przeniósł się do meksykańskiego zespołu Tiburones Rojos de Veracruz; w tamtejszej Liga MX zadebiutował 16 lipca 2016 w przegranym 0:2 pojedynku z Querétaro.

## Statystyki kariery
| Deportivo Maldonado | 2012–2013 | Urugwaj | Segunda División | 23  | 7  | – | – | – | – | –  | 23  | 7  |
| Atenas              | 2013–2014 | Urugwaj | Segunda División | 20  | 3  | – | – | – | – | –  | 20  | 3  |
| Atenas              | 2014–2015 | Urugwaj | Primera División | 27  | 5  | – | – | – | – | –  | 27  | 5  |
| Bohemians           | 2015–2016 | Czechy  | Česká Liga       | 25  | 6  | 1 | 0 | – | – | –  | 26  | 6  |
| Veracruz            | 2016–2017 | Meksyk  | Liga MX          | 9   | 0  | 5 | 0 | – | – | –  | 14  | 0  |
| Veracruz            | 2017–2018 | Meksyk  | Liga MX          |     |    |   |   | – | – | –  |     |    |
| Ogółem              |           |         |                  |     |    |   |   |   |   |    |     |    |
| Urugwaj             | Urugwaj   | Urugwaj | 70               | 15  | –  | – | – | – | – | 70 | 15  |    |
| Czechy              | Czechy    | Czechy  | 25               | 6   | 1  | 0 | – | – | – | 26 | 6   |    |
| Meksyk              | Meksyk    | Meksyk  | 9                | 0   | 5  | 0 | – | – | – | 14 | 0   |    |
| Ogółem              | Ogółem    | Ogółem  | Ogółem           | 104 | 21 | 6 | 0 | – | – | –  | 110 | 21 |